# ブランクヴァース
ブランクヴァース（無韻詩, Blank verse）は詩の一種で、規則的な韻律（meter）は持つが、押韻（rhyme）は持たないのが特徴である。英語詩において、ブランクヴァースに最も一般的に用いられる韻律は弱強五歩格である。

## 概要
英語詩で最初にブランクヴァースが使用われたのは、サリー伯ヘンリー・ハワードの『Æneid』（1554年頃）だった。ハワードはラテン語詩、おそらくイタリアのversi scioltiの詩/詩形からインスピレーションを得たものと思われる。versi scioltiもラテン語の古典詩も（古代ギリシアのもの同様）押韻を使わないのである。『フェヴァーシャムのアーデン』（1590年頃）の作者（不詳）のend-stopped（en:End-stopping、詩行の意味が行末で区切れ次の行にわたらないもの）ブランクヴァースは興味深い例である。
クリストファー・マーロウは、ブランクヴァースの可能性をフルに用いた最初のイギリス人作家だった。マーロウはさらにブランクヴァースを、エリザベス朝およびジャコビアン時代のイギリス演劇の主要な詩形とした。イギリスのブランクヴァースを完成させたのは、押韻されていない弱強五歩格で多くの戯曲を書いたウィリアム・シェイクスピアと、ブランクヴァースで『失楽園』（1667年）を書いたジョン・ミルトンだった。ミルトン以後（実際にはミルトンの後半生期から）およそ1世紀半、ブランクヴァースの流行はすたれ、代わって二行連が好まれた。ブランクヴァースを復活させたのは、ウィリアム・ワーズワース、パーシー・ビッシュ・シェリー、ジョン・キーツといったロマン主義の詩人たちだった。そのすぐ後、アルフレッド・テニスンがブランクヴァースに没頭するようになった。テニスンの代表作『Ulysses（ユリシーズ）』（1842年出版、en:Ulysses (poem)）や長大な物語詩『The Princess（王女）』などはブランクヴァースで書かれている。アメリカの詩人たちでは、多くの詩人たちが自由詩に転向する中、ハート・クレインやウォレス・スティーヴンス（en:Wallace Stevens）が広範囲な作品の中でブランクヴァースを使ったのが注目に値する。ロシアのビリーナ（en:Bylina）もブランクヴァースである。

## イギリスのブランクヴァース史
ブランクヴァースで書かれた最初の悲劇『Gorboduc』（1561年、en:Gorboduc (play)）を見ると、ブランクヴァースの使用は非常に単調なものであった。しかし16世紀後半、マーロウとそれからシェイクスピアがブランクヴァースの可能性を引き出し、発展させた。マーロウは力強く熱のこもった台詞にブランクヴァースを利用した最初の人だった。
You stars that reign'd at my nativity,
Whose influence hath allotted death and hell,
Now draw up Faustus like a foggy mist
Into the entrails of yon labouring clouds,
That when they vomit forth into the air,
My limbs may sue from their smoky mouths,
So that my soul may but ascend to Heaven.
（『フォースタス博士』）
一方、シェイクスピアは、ぶつ切れの不規則な台詞で、ブランクヴァースの可能性を引き出した。次の例は『ジョン王』（1590年代）からの引用で、1行のブランクヴァースが複数の登場人物にAntilabeされている（振り分けられている）。
Death?
My lord?
A grave.
He shall not live.
（『ジョン王』第3幕第3場）
シェイクスピアはこうした句またがりを頻繁に使った。最後の作品と言われる『テンペスト』では女性終止（行の最後の音節が強勢のない音節。以下の引用でいうと3行目と6行目がそうである）を使った。次の引用は、それらの使用でとても豊かで変化に富んだブランクヴァースとなっている。
Ye elves of hills, brooks, standing lakes and groves,
And ye that on the sands with printless foot
Do chase the ebbing Neptune, and do fly him
When he comes back; you demi-puppets that
By moonshine do the green sour ringlets make
Whereof the ewe not bites; and you whose pastime
Is to make midnight mushrooms, that rejoice
To hear the solemn curfew; by whose aid,
Weak masters though ye be, I have bedimmed
The noontide sun, called forth the mutinous winds,
And 'twixt the green sea and the azured vault
Set roaring war - to the dread rattling thunder
Have I given fire, and rifted Jove's stout oak
With his own bolt;...
（『テンペスト』第5幕第1場）
ブランクヴァースのこうした自由な扱いを、シェイクスピアの同時代人たちは模倣したが、熟練に欠けた作者の手にかかると、韻律的なだらしなさをもたらす結果となった。シェイクスピア的ブランクヴァースに成功したのは、ジョン・ウェブスターやトマス・ミドルトンの劇くらいであろう。一方、ベン・ジョンソンは喜劇『ヴォルポーネ』（1606年、en:Volpone）や『錬金術師』（1610年、en:The Alchemist (play)）の中で、句またがりの少ない、より堅いブランクヴァースを使った。
ブランクヴァースは17世紀の演劇以外の詩にはほとんど使われなかったが、『失楽園』でミルトンが破格かつ見事な腕前でブランクヴァースを使用した。ミルトンはブランクヴァースの柔軟性、統語上の複雑さを助けるそのキャパシティを最大限に生かした。
into what Pit thou seest
From what highth fal'n, so much the stronger provd
He with his Thunder: and till then who knew
The force of those dire Arms? yet not for those
Nor what the Potent Victor in his rage
Can else inflict do I repent or change,
Though chang'd in outward lustre; that fixt mind
And high disdain, from sence of injur'd merit,
That with the mightiest rais'd me to contend,
And to the fierce contention brought along
Innumerable force of Spirits arm'd
That durst dislike his reign, and me preferring,
His utmost power with adverse power oppos'd
In dubious Battel on the Plains of Heav'n,
And shook his throne. What though the field be lost?
All is not lost; the unconquerable Will,
And study of revenge, immortal hate,
And courage never to submit or yield:
（『失楽園』第1巻）
さらにミルトンは、『復楽園』（1671年出版、en:Paradise Regained）や、『闘士サムソン』（1671年出版、en:Samson Agonistes）の一部もブランクヴァースで書いた。
ミルトン以降しばらくの間、演劇詩でもそれ以外の詩でも、ブランクヴァースの際だった使用はほとんどない。規則性を守ろうとして、この時期のブランクヴァースのほとんどはいくぶん堅いものになってしまった。この時期のブランクヴァースの成功例は、ジョン・ドライデンの悲劇『すべて恋ゆえに』（1677年、en:All For Love (play)）、ジェームズ・トムスン（en:James Thomson (poet)）の『四季』であろう。逆にその影響で、ブランクヴァースで作られ失敗した一例が、ジョン・ダイアー（en:John Dyer）の叙事詩『The Fleece』（1757年）であった。
18世紀の終わりになって、ブランクヴァース復活の先触れとなったのが、ウィリアム・カウパー（en:William Cowper）の分厚い万華鏡的瞑想録『The Task』（1784年出版）だった。シェイクスピアやミルトン以降の詩人として、カウパーは、その本が出たとき十代だった次世代の詩人たちに影響を与えた。「湖水詩人」のウィリアム・ワーズワースやサミュエル・テイラー・コールリッジなどである。ワーズワースは『抒情詩集』（1798年、1800年）の多くや、長年に及ぶ労作『The Prelude』（en:The Prelude）や『The Excursion』にブランクヴァースを用いた。ワーズワースの詩は、ミルトンの自由さをいくらかは取り戻したが、それでもまだ規則的で、退屈なところもあるが、ワーズワース特有の穏やかな響きが魅力的であった。一方、コールリッジのブランクヴァースは技術的にきらめくばかりだが、僅かしか書かなかった。俗に会話詩（conversation poems）と呼ばれる『The Aeolian Harp』や『Frost at Midnight』がその中でも最良のブランクヴァースである。キーツの『ハイペリオン』（1818年 - 1819年、未完、en:Hyperion (poem)）の中のブランクヴァースは主にミルトンを手本としているが、五歩格の自由は少なく、キーツ独特の美しさを持っている。シェリーの『チェンチ』（1819年、en:The Cenci）や『鎖を解かれたプロメテウス』（1820年）の中のブランクヴァースは、ミルトンよりもエリザベス朝のものに近い。
ヴィクトリア朝（1837年 - 1901年）のブランクヴァースの作家たちで最も突出していたのは、テニスンとロバート・ブラウニングである。テニスンが『Ulysses』や『The Princess』の中で使ったブランクヴァースは音楽的かつ規則的で、抒情詩『Tears, Idle Tears』はおそらくブランクヴァースの連詩（stanzaic poem）の最初の重要な例であろう。一方、ブラウニングは『Fra Lippo Lippi（フラ・リッポ・リッピ）』などの詩で、ブランクヴァースをぶつ切れに会話的に用いている。ギルバートとサリヴァン（en:Gilbert and Sullivan）の1884年のオペラ『王女イダ』（en:Princess Ida）はテニスンの『The Princess』を原作としたもので、ギルバートの歌詞は徹頭徹尾ブランクヴァースで書かれている（ただし他の13のサヴォイ・オペラは散文の歌詞である）。次に挙げるのは、イダ王女が登場のアリア『Oh, goddess wise』を歌った後の台詞である。
Women of Adamant, fair neophytes-
Who thirst for such instruction as we give,
Attend, while I unfold a parable.
The elephant is mightier than Man,
Yet Man subdues him. Why? The elephant
Is elephantine everywhere but here (tapping her forehead)
And Man, whose brain is to the elephant's
As Woman's brain to Man's - (that's rule of three),-
Conquers the foolish giant of the woods,
As Woman, in her turn, shall conquer Man.
In Mathematics, Woman leads the way:
The narrow-minded pedant still believes
That two and two make four! Why, we can prove,
We women-household drudges as we are-
That two and two make five-or three-or seven;
Or five-and-twenty, if the case demands!
20世紀に入ると、オリジナルの詩で、あるいは物語詩の翻訳で、規則性の多彩なブランクヴァースが頻繁に使われるようになった。ロバート・フロストの物語詩および会話詩のほとんどはブランクヴァースで書かれてある。ウォレス・スティーヴンスの『The Idea of Order at Key West（キー・ウエストでの秩序の観念）』や『The Comedian as the Letter C』、W・B・イェイツの『The Second Coming（再臨、再生）』、W・H・オーデンの『The Watershed』、ジョン・ベッチマン（en:John Betjeman）の『Summoned by Bells』（en:Summoned by Bells）などもそうである。
『サヴィトリ』は、スリ・オーロビンド（Sri Aurobindo）が1950年にインドのポンディシェリー（Pondicherry）で死ぬ直前に書きあげた、2万4000行のブランクヴァース（そして英語で書かれた最も長い詩）である。この詩は『マハーバーラタ』の中のサーヴィトリーとサティヤヴァット（en:Savitri and Satyavan）の話（『サーヴィトリー物語』）に基づいたもので、宇宙と意識の退化と進化が描かれている。
ルーズなブランクヴァースの一種が抒情詩の基本になった時以降、ブランクヴァースの完全なリストを作ることは不可能だが、ブランクヴァースが過去300年間と同じくらい、現在でも重要なものであるということは言えるかも知れない。

## イギリス以外での使用
ドイツでは18世紀にイギリスから無韻詩が伝わり、レッシングが『賢者ナータン』（1779年刊）で使用した。その後ゲーテ、シラー、グリルパルツァー、クライスト、ヘッベルその他によって無韻詩が書かれた。